# العلاقات الغيانية المالاوية
العلاقات الغيانية المالاوية هي العلاقات الثنائية التي تجمع بين غيانا ومالاوي.

## مقارنة بين البلدين
هذه مقارنة عامة ومرجعية للدولتين:
| وجه المقارنة                                              | غيانا        | مالاوي                     |
| --------------------------------------------------------- | ------------ | -------------------------- |
| المساحة (كم2)                                             | 214.97 ألف   | 118.48 ألف                 |
| عدد السكان (نسمة)                                         | 777.86 ألف   | 18.62 مليون                |
| الكثافة السكانية (ن./كم²)                                 | 3.62         | 157.16                     |
| العاصمة                                                   | جورج تاون    | ليلونغوي، زومبا            |
| اللغة الرسمية                                             | لغة إنجليزية | لغة إنجليزية، لغة الشيشيوا |
| العملة                                                    | دولار غياني  | كواشا ملاوية               |
| الناتج المحلي الإجمالي (بليون دولار)                      | 3.68 مليار   | 6.30 مليار                 |
| الناتج المحلي الإجمالي (تعادل القوة الشرائية) بليون دولار | 5.77 مليار   | 22.43 مليار                |
| الناتج المحلي الإجمالي الاسمي للفرد دولار أمريكي          | 4.13 ألف     | 338                        |
| الناتج المحلي الإجمالي للفرد دولار أمريكي                 |              | 1.20 ألف                   |
| مؤشر التنمية البشرية                                      |              | 0.445                      |
| رمز المكالمات الدولي                                      | +592         | +265                       |
| رمز الإنترنت                                              | .gy          | .mw                        |
| المنطقة الزمنية                                           | 00           | ت ع م+02:00                |

## منظمات دولية مشتركة
يشترك البلدان في عضوية مجموعة من المنظمات الدولية، منها:
| علم المنظمة | اسم المنظمة                                 | تاريخ انضمام غيانا | تاريخ انضمام مالاوي |
| ----------- | ------------------------------------------- | ------------------ | ------------------- |
|             | مؤسسة التنمية الدولية                       | 4 يناير 1967       | 19 يوليو 1965       |
|             | يونسكو                                      | 21 مارس 1967       | 27 أكتوبر 1964      |
|             | وكالة ضمان الاستثمار متعدد الأطراف          | 18 يناير 1989      | 12 أبريل 1988       |
|             | الأمم المتحدة                               | 20 سبتمبر 1966     | 1 ديسمبر 1964       |
|             | مجموعة دول أفريقيا والكاريبي والمحيط الهادئ | ?                  | ?                   |
|             | دول الكومنولث                               | ?                  | ?                   |
|             | الاتحاد البريدي العالمي                     | ?                  | ?                   |
|             | البنك الدولي للإنشاء والتعمير               | 26 سبتمبر 1966     | 19 يوليو 1965       |
|             | الاتحاد الدولي للاتصالات                    | 8 مارس 1967        | 19 فبراير 1965      |
|             | منظمة حظر الأسلحة الكيميائية                | ?                  | ?                   |
|             | مؤسسة التمويل الدولية                       | 4 يناير 1967       | 19 يوليو 1965       |
|             | المركز الدولي لتسوية المنازعات الاستشارية   | 10 أغسطس 1969      | 14 أكتوبر 1966      |
|             | منظمة التجارة العالمية                      | ?                  | ?                   |
|             | منظمة الشرطة الجنائية الدولية               | ?                  | ?                   |

## وصلات خارجية
- موقع وزارة الخارجية الغيانية